# Sin Da-woon
Sin Da-woon, né le 5 mars 1993, est un patineur de vitesse sur piste courte sud-coréen.
En 2013, il remporte trois médailles d'or aux Championnats du monde dont celui du classement général. En 2014, il participe aux Jeux olympiques de Sotchi.

## Palmarès

### Championnats du monde
| Épreuve / Édition | Shanghai 2012 | Debrecen 2013 | Montréal 2014 |
| 1000 m            |               | Or            |               |
| 1500 m            | Bronze        | Or            |               |
| 3000 m            | Bronze        | Argent        |               |
| Relais 5 000 m    | Bronze        |               | Argent        |
| Général           |               | Or            |               |